# 塞爾比灣 (馬里蘭州)
塞爾比灣（英語：Selby-on-the-Bay）是位於美國馬里蘭州安妮阿倫德爾縣的一個非建制地區。

## 地理
塞爾比灣所處的海拔為高於海平面6米（即20英呎），而該地所採用的時區為UTC-5，即北美东部時區（EST）。同時該地設有夏令時間，為UTC-5調快一小時，即UTC-4（EDT）。